# 버밍엄 공습
버밍엄 공습은 제2차 세계 대전의 영국 본토 항공전의 일부인 영국 대공습의 일환으로 1940년 8월 9일부터 1943년 4월 23일까지 나치 독일 루프트바페가 잉글랜드 중부의 버밍엄과 주변 도시들을 대규모로 폭격한 사건이다. 미들랜즈에 위치한 버밍엄은 런던을 제외하고 가장 인구가 많은 영국 도시였으며, 중요한 산업 및 제조업 지역으로 간주되었다. 약 1,852톤의 폭탄이 버밍엄에 투하되어 제2차 세계 대전에서 런던과 리버풀에 이어 영국에서 세 번째로 가장 심하게 폭격된 도시가 되었다.
인접한 블랙 컨트리의 도시, 특히 더들리, 팁턴, 스메스윅, 웨스트브로미치에도 심각한 폭격이 있었으며, 수백 명의 사상자가 발생했다.
영국 대공습 기간 동안 폭격된 대부분의 지방 도시와 마찬가지로 폭격 보고는 조용히 처리되었다. 전시 검열로 인해 버밍엄은 폭격에 대한 당시 뉴스 보도에서 이름이 언급되지 않고 "미들랜드 타운"으로만 지칭되었다. 이는 독일군이 공습의 결과를 알지 못하게 하기 위함이었다.

## 피해
총 365번의 공습 경보와 77번의 실제 버밍엄 공습이 있었으며, 이 중 8번은 주요 공습으로 분류되었다(최소 100톤의 폭탄이 투하됨). 공식 수치에 따르면 5,129개의 고폭탄과 48개의 공중 지뢰가 도시에 떨어졌으며, 수천 개의 소이탄도 함께 떨어졌다. 고폭탄 중 약 5분의 1은 불발되었고, 공중 지뢰의 3분의 1은 낙하산 줄이 나무와 같은 장애물에 걸려 매달린 채 남겨졌다. 총 2,241명이 사망하고 3,010명이 중상을 입었다. 추가로 3,682명이 경미한 부상을 입었다. 12,391채의 주택, 302개의 공장, 239개의 기타 건물이 파괴되었고, 훨씬 더 많은 건물이 손상되었다.

## 사건 연표

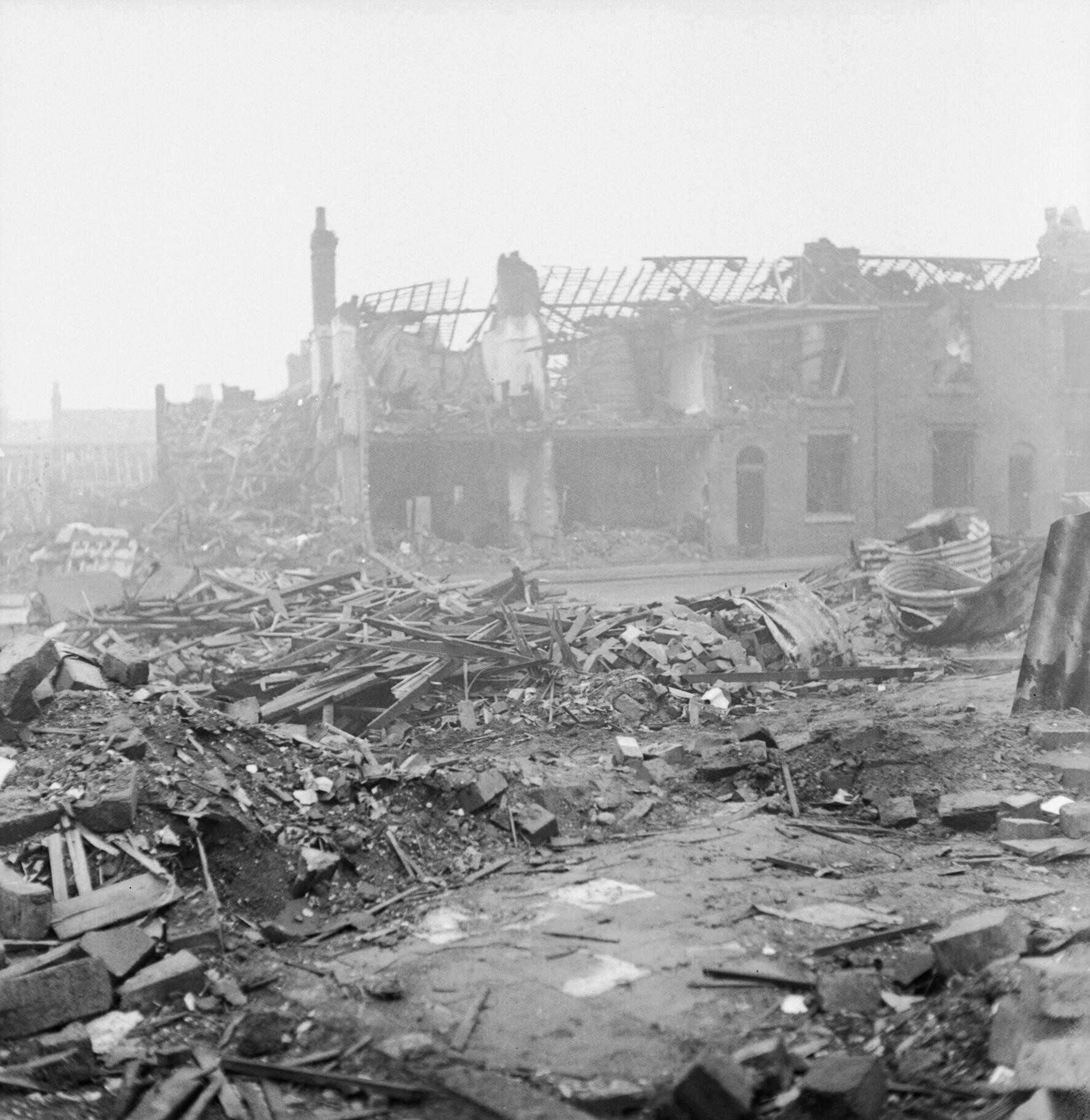
애스턴 뉴타운의 심하게 폭격된 거리.

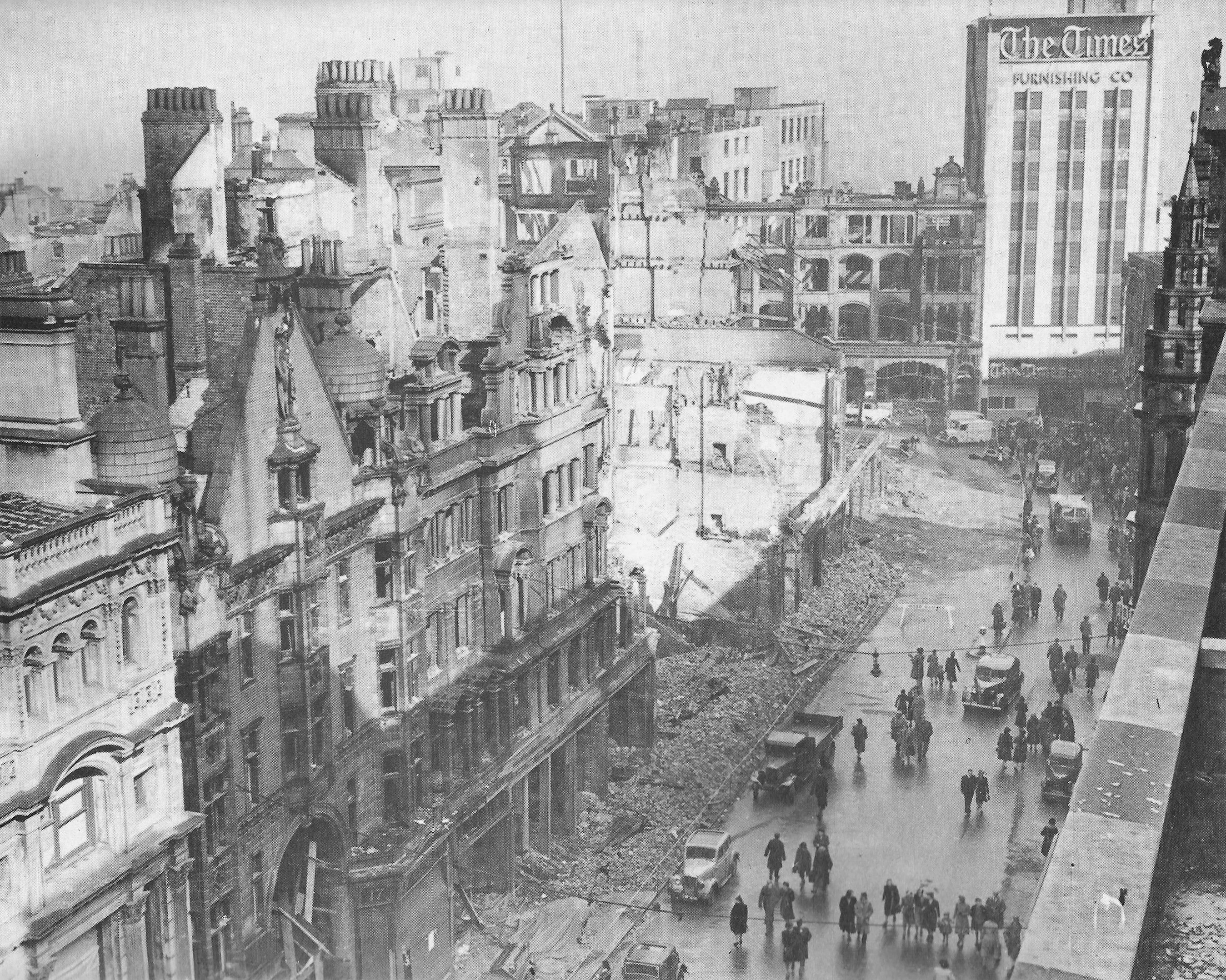
폭격 후 뉴 스트리트

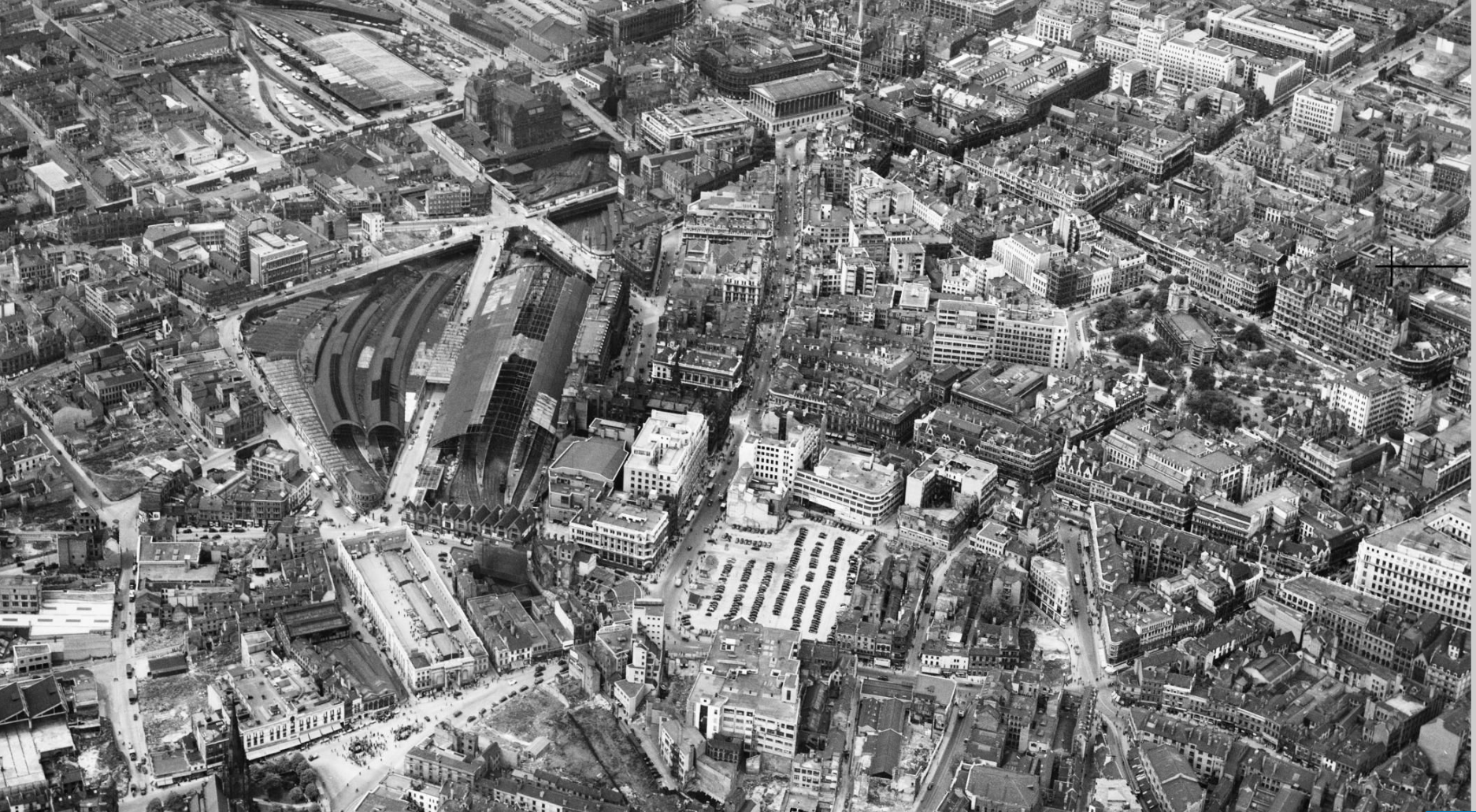
1946년 버밍엄의 폭격 피해

도시에 대한 첫 번째 공습은 1940년 8월 9일에 단일 항공기가 어딩턴에 폭탄을 투하하면서 발생했다. 한 명이 사망하고 여섯 명이 부상을 입었다. 8월 13일에는 스피트파이어를 생산하던 캐슬 브롬위치 항공기 공장이 공격받았다. 11개의 폭탄이 주요 목표물을 강타하여 상당한 피해를 입혔다. 7명이 사망하고 41명이 부상했다. 도심에 대한 첫 번째 공습은 8월 25/26일에 발생했으며, 25명이 사망했고 불 링의 옛 마켓 홀의 지붕과 내부가 소이탄에 불이 붙어 파괴되었다. 버밍엄 스몰 암스 공장은 스몰 히스에 위치해 있었고, 유일한 서비스 소총 총열과 주요 항공기 기관총 생산 공장이었다. 이 공장은 같은 날 처음 폭격당했으며, 그 결과 고폭탄 한 발과 수많은 소이탄이 주요 총열 공장을 강타했다.
8월, 9월, 10월, 11월 초에 걸쳐 소규모 공습이 정기적으로 이어졌다. 도심은 10월 25일부터 30일 사이에 심하게 강타당했다. 피해를 입은 건물 중에는 버밍엄 대학교, 미술관, 시청이 있었다. 시의회 지붕은 화재로 손상되었고, 29일에는 성 필립스 대성당이 소이탄에 맞아 심각한 화재 피해를 입었다.
1940년 11월에는 버밍엄에 대한 일련의 대규모 공습이 있었다. 그 달 19일부터 28일 사이에 약 800명이 사망하고 2,345명이 부상했으며, 2만 명의 민간인이 집을 잃었다.
폭격 첫날 저녁, 인근 코번트리에 대한 파괴적인 공격이 있은 지 불과 닷새 만에 버밍엄에 대한 첫 주요 공습이 시작되었다. 약 440대의 폭격기가 도시를 공격하여 450명이 사망하고 540명이 중상을 입었다. 공습 중 18개의 공중 지뢰를 포함하여 약 400톤의 고폭탄이 투하되었다. 이 공습은 전쟁 중 버밍엄에 대한 가장 심각한 공격으로 밝혀졌다. 루카스 인더스트리즈와 GEC 공장을 포함한 여러 공장이 공습으로 심하게 손상되었다. 버밍엄 스몰 암스 회사(BSA) 공장은 심하게 손상되어 생산 손실을 초래하고 수백 명의 근로자가 갇혔다. 53명의 직원이 사망했고, 89명이 부상했으며, 이 중 30명은 중상을 입었고, 소총 생산은 3개월 동안 중단되었다. 그 결과로 인한 생산 지연은 윈스턴 처칠 총리에게 블리츠 기간 중 모든 산업 피해 중에서 가장 큰 걱정을 안겨주었다고 전해진다. 이에 보급부와 BSA는 즉시 그림자 공장 계획을 통해 영국 전역으로 생산 분산 절차를 시작했다. 향토방위군의 일원과 회사의 전기공 중 한 명은 갇힌 근로자들을 돕는 용감한 행동으로 나중에 조지 훈장을 받았다.
다음 날 밤 200대의 폭격기가 또 다른 대규모 공습을 위해 돌아와 118톤의 폭발물과 9,500개의 소이탄을 투하하여 광범위한 피해를 입혔다. 호클리의 주요 버스 차고지가 폭격되어 100대의 차량이 파괴되거나 손상되었다.
11월 21/22일에는 세 번째 연속적인 대규모 공습이 이어졌다. 이 11시간 동안의 공습 동안 대량의 소이탄이 투하되어 600개 이상의 화재가 발생했다. 수도 공급 시스템은 폭탄으로 심하게 손상되어 도시의 5분의 3이 상수도 공급을 중단해야 했다. 따라서 소방관들은 도시의 운하에서 물을 끌어와야 했다. 전국 각지의 지원 소방대가 동원되어 도왔고, 화재는 결국 진압되었다. 그럼에도 불구하고 버밍엄의 수도 공급은 위태로운 상태로 남아 있었고, 만약 또 다른 공습이 있었다면 정상적인 양의 5분의 1만이 가능했을 것이다. 이에 지역 위원장은 "루프트바페가 오늘 밤 다시 오면 버밍엄은 불타버릴 것"이라고 언급했다. 그러나 그날 밤에는 다른 공습이 없었으며, 이는 엔지니어들에게 상수도관을 수리할 시간을 주었다.
12월 4일에는 약 60대의 폭격기가 버밍엄을 공격했다. 위튼 노면전차 차고지가 이 공습으로 심하게 손상되었다. 일주일 후인 12월 11일 밤에는 278대의 폭격기가 참여하는 또 다른 대규모 공습이 도시에 감행되었다. 이것은 13시간 동안 지속된 영국 대공습 중 가장 긴 공습이었다. 폭발물 외에도 약 25,000개의 소이탄이 공습 중에 투하되어 주거 및 산업 지역 모두에서 광범위한 화재를 일으켰다. 263명이 사망하고 243명이 중상을 입었다. 배스 로의 성 토마스 교회는 아름다운 탑과 고전적인 서쪽 현관을 제외하고는 공습으로 파괴되었다. 그 폐허는 이제 평화의 기념비이자 무력 충돌로 사망한 모든 이들을 추모하는 공공 공원인 성 토마스 평화 정원의 일부를 이룬다.
1941년에도 추가적인 대규모 공습이 이어졌는데, 3월 11일 135대의 폭격기가 도시를 공격했다. 4월 9일과 10일에는 버밍엄이 두 번의 대규모 공습을 받았다. 이 중 첫 번째 공습에서는 235대의 폭격기가 280톤의 폭발물과 40,000개의 소이탄을 도심에 집중적으로 투하했다. 불 링, 뉴 스트리트, 하이 스트리트, 데일 엔드가 모두 심각한 피해를 입었으며, 불 링의 성 마틴 교회가 손상되었고, 프린스 오브 웨일즈 극장과 미들랜드 아케이드는 파괴되었다. 스몰 히스, 애스턴, 네첼스를 포함한 다른 지역들도 심각한 피해를 입었다. 두 번째 밤에는 245대의 폭격기가 245톤의 폭발물과 43,000개의 소이탄을 투하하여 솔리헐, 홀 그린, 어딩턴에 막대한 피해를 입혔다. 4월의 두 공습으로 1,121명의 사상자가 발생했다.
5월 16일 밤, 또 다른 대규모 공습으로 울슬리 자동차 공장과 ICI 공장이 손상되었지만, 항해 오류로 인해 대부분의 폭격기가 실수로 인근 너니턴에 폭탄을 투하했다.

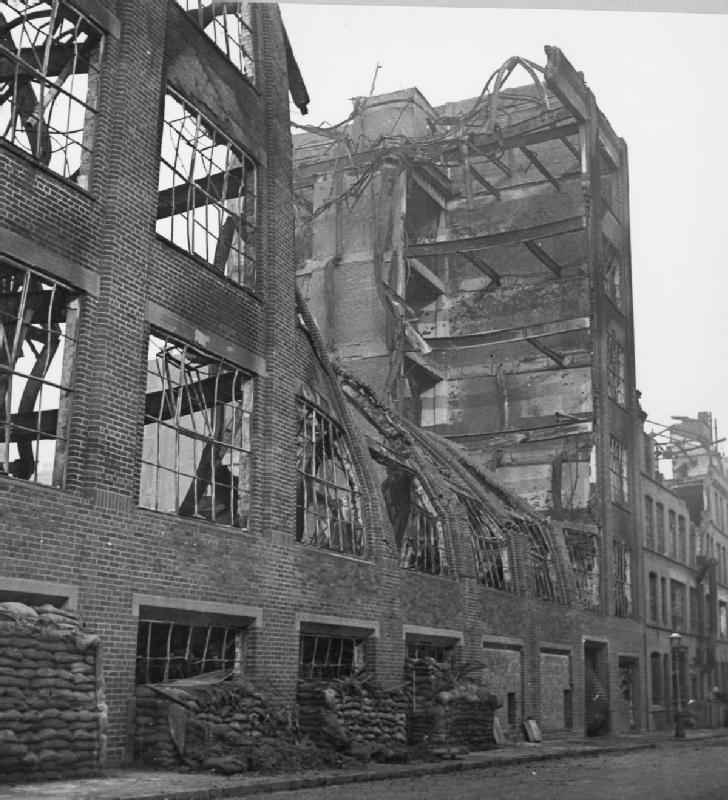
파괴된 공장 건물.

버밍엄에 대한 마지막 중요한 공습은 1942년 7월 27일에 약 60~70대의 폭격기가 도시를 공격하면서 발생했다. 도시의 마지막 공습은 1943년 4월 23일에 단 두 개의 폭탄이 보즐리 그린에 떨어져 경미한 부상을 입혔으며, 마지막 공습 사이렌은 1944년 5월 15일에 울렸다.

## 블랙 컨트리
블랙 컨트리 지역도 독일 공군의 공습으로 인해 피해를 입었으며, 버밍엄보다 피해와 사상자는 적었지만, 이 지역의 목표물과 버밍엄을 겨냥한 공격을 받았다. 다음은 그 피해 사례이다.
- 1941년과 1942년에 울버햄프턴에 대한 일련의 공습.[15] 중공업이 발달한 대도시임에도 불구하고 울버햄프턴은 공습 피해가 비교적 적었고, 1940년부터 1944년까지 공습으로 인한 사망자는 8명이었다.
- 1941년 6월 5일 달라스턴에 대한 공습 당시, 도시의 루버리 오언 공장을 겨냥한 폭탄이 인근 주택 단지를 강타하여 11명이 사망했다. 1942년 7월 31일 또 다른 공습으로 올 세인츠 교회가 폐허가 되었다.[16]
- 웨스트브로미치는 1940년 11월 19일 버밍엄도 심한 공습을 받았을 때 가장 심한 공습을 겪었으며, 주로 도심 주변에서 50명 이상이 사망했다. 탄탄이와 스톤 크로스 지역의 여러 주택이 폭탄으로 파괴되었지만 사망자는 없었다.[17]
- 더들리는 웨스트브로미치와 같은 날 폭격당했으며, 10명의 사망자는 모두 오크햄 지역에서 발생했다. 그곳에서 지뢰가 시영 주택 일부를 파괴했다. 도심의 다른 폭탄은 술집을 철거하고 교회와 백화점을 포함한 건물에 피해를 입혔지만 부상자는 없었다. 9개월 후 또 다른 폭격으로 5명이 사망했다. 다음 해에는 팁턴과의 경계 근처에 있는 새로운 주택 단지에 지뢰가 떨어져 주택 2채가 파괴되고 여러 채가 손상되면서 5명이 더 사망했다.
- 그날 밤 공습으로 인근 팁턴에서도 여러 명이 사망했으며, 1941년 5월에는 도시의 그레이트 브리지 지역에서 폭탄이 술집과 주변 주택 여러 채를 파괴하면서 몇 명이 더 사망했다.
- 스메스윅은 1940년부터 1942년 사이에 여러 차례 폭격당하여 총 80명이 사망했다.
- 올드베리는 여러 차례 폭격당했으며, 1940년 11월 19일 이 지역 공습 중에 피해를 입은 도시 중 하나로 3명이 사망했다. 도시에서 유일하게 사망자가 발생한 다른 공습은 5개월 후에 발생했으며, 로울리 레지스와의 경계 근처 주택이 폭탄에 맞아 한 명이 사망했다.
- 1940년부터 1942년 사이에 솔리헐에서 공습으로 총 36명이 사망했다.
- 1940년 11월 21일과 1942년 7월 31일 윌렌홀에 대한 공습으로 17명이 사망했다.
- 브리어리 힐에서 민간인 사망자는 1명이었다. 1941년 1월 11일, 도시의 철도 화물역이 공격당하여 한 명의 노동자가 중상을 입었고, 부상에서 회복하지 못하고 1년 이상 후에 사망했다.
- 코슬리에서는 두 번의 사망자 발생 공습이 있었다. 첫 번째는 1940년 6월 26일로 한 명이 사망했고, 두 번째는 1940년 8월 20일로 네 명이 사망했다. 이 두 공습은 모두 빌스턴과의 경계 근처에서 발생했다.
- 빌스턴에 대한 유일한 사망자 발생 공습은 1940년 8월 30일에 발생했으며, 공장 공습으로 철강 노동자가 중상을 입고 병원에 도착한 직후 사망했다.
- 웨드네즈버리는 1942년 7월 31일 달라스턴과의 경계 근처 주택이 폭격당했을 때 유일한 민간인 사상자를 냈다.
- 서턴콜드필드(블랙 컨트리 아님)는 1940년 8월부터 1942년 8월까지 4번 폭격당했으며, 매번 한 명씩 사망자가 발생했다.
- 세즐리나 스투어브리지에는 사망자가 발생한 공습이 없었다.

## 주요 산업 목표물
| 이름                  | 위치          | 생산                                                |
| 비행장 공장           | 캐슬 브롬위치 | 1,200대 이상의 스피트파이어 및 랭커스터             |
| 오스틴 "그림자 공장"  | 롱브리지      | 2,866대의 페어리 배틀, 허리케인, 스털링 및 랭커스터 |
| 오스틴 공장           | 롱브리지      | 주당 500대의 군용 차량                              |
| 로버                  | 솔리헐        | 브리스톨 헤라클레스 엔진                            |
| 피셔 앤 루들로우      | 버밍엄        | 랭커스터 날개, 포탄 케이싱, 폭탄                    |
| 레이놀드              | 버밍엄        | 스피트파이어 날개 스파, 경합금 튜빙                 |
| GEC                   | 버밍엄        | 플라스틱 부품                                       |
| SU 카뷰레터           | 버밍엄        | 항공기 카뷰레터                                     |
| 버밍엄 스몰 암스 공장 | 버밍엄        | 소총, 스텐 기관총 (총 생산량의 100%)                |

다른 목표물로는 다음이 포함되었다.
던롭, 챈스 브라더스, 루카스, 메트로-캐멀, 모리스 상업용, 브리티시 팀켄, 허드슨 휘슬, 모니터 라디오 회사.

## 훈장

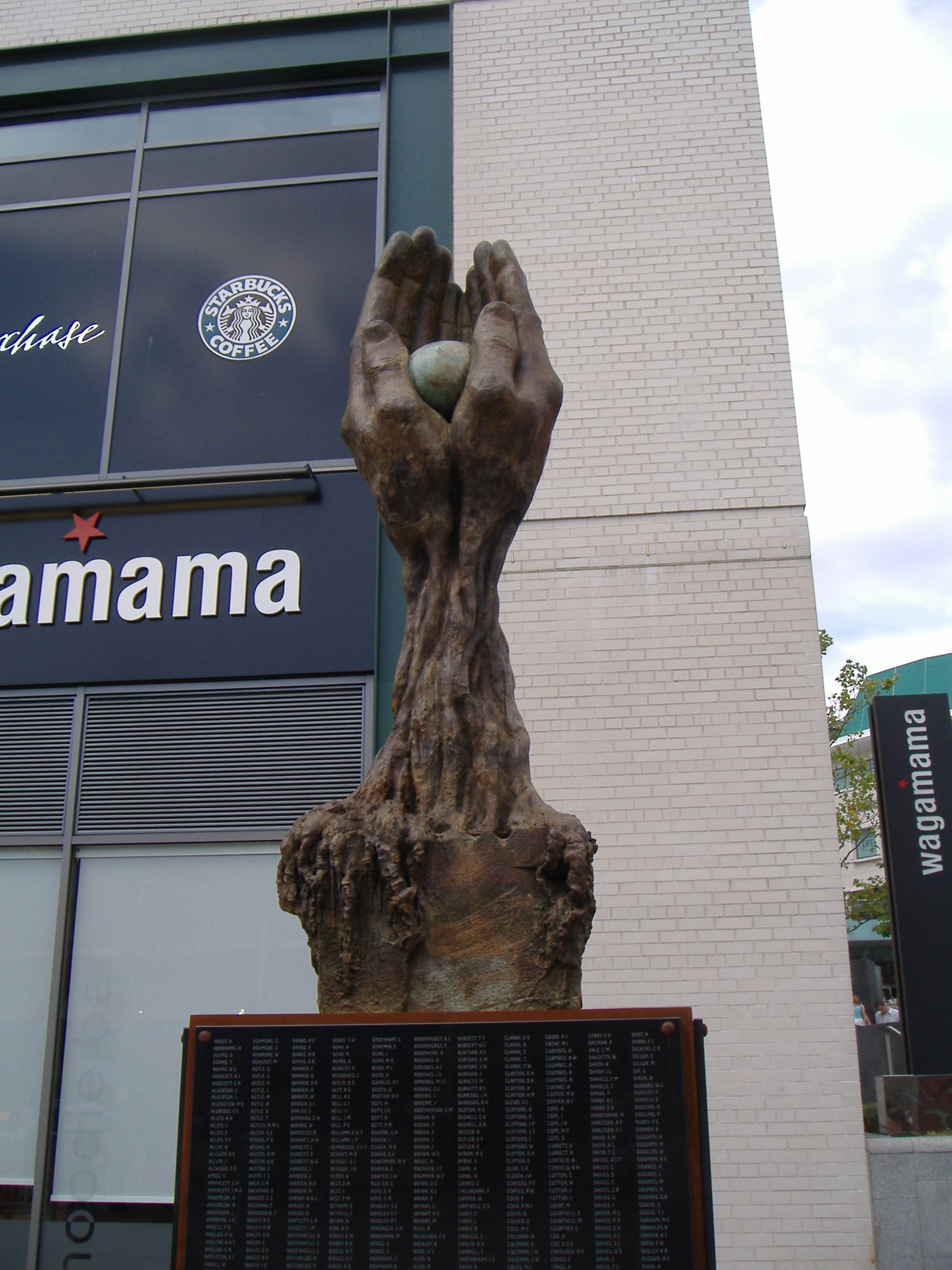
버밍엄 블리츠 희생자들을 위한 생명의 나무 기념비. 로렌초 퀸이 조각했으며, 2005년 10월 8일 존 후드 시의원이 불 링에서 제막했다.

블리츠 기간 동안의 영웅적인 행동으로 여러 군인들이 훈장을 받았다. 여기에는 다음이 포함된다:
- 채리티 빅, GM[18]
- 조지 인우드, GC[19]
- 윌리엄 모스데일, GC[20]

## 기념비
2005년 10월 8일, 로렌초 퀸이 조각한 '생명의 나무'라는 기념 조각품이 성 마틴 교회 옆에 제막되었으며, 블리츠 희생자들을 추모하는 목적을 가지고 있다.

## 여파
버밍엄의 민간 주택에 대한 대규모 폭격 피해는 제2차 세계 대전 후 약 20년 동안 도시 전역에 많은 대규모 시영 주택 단지가 개발되는 데 기여했다. 이러한 지역에는 캐슬 베일과 첼름슬리 우드가 포함되었다. 이 새로운 주택 건설의 또 다른 주요 요인은 도심 지역의 19세기 빈민가를 대체하는 것이었다.
레이디우드와 하이게이트와 같이 폭격으로 피해를 입은 일부 도심 지역은 전후에 현대식 주택으로 재개발되었지만, 이들은 대부분 이전보다 인구 밀도가 낮았다.

## 같이 보기
- 영국 대공습
- 버밍엄의 역사

## 참고 문헌
- Ray, John (1996). 《The Night Blitz》. Cassel & Co. ISBN 0-304-35676-X.
- Gardiner, Juliet (2010). 《The Blitz》. Harper Press. ISBN 978-0-00-738661-1.
- Douglas, Alton (1982). 《Birmingham At War, A Pictorial Account》. Birmingham Post & Mail.
- The Story of Erdington - From Sleepy Hamlet to Thriving Suburb, Douglas V. Jones, 1989, Westwood Press (ISBN 0-948025-05-0)